# Гречанінов Віктор Федорович
Віктор Федорович Гречанінов (нар. 7 жовтня 1949) — генерал-лейтенант (08.1992), заступник Міністра оборони України з тилу — начальник тилу ЗС України; перший заступник Міністра Міністерства України з питань надзвичайних ситуацій та у справах захисту населення від наслідків Чорнобильської катастрофи-командувач сил Цивільної оборони (09.1999 — 04.2000).

## Біографія
Народився 7 жовтня 1949 року в місті Швенчюнеляй (Литва) в родині лікаря. 
Закінчив: школу в смт Володарка Київської області; 1970 року — Ленінградське вище загальновійськове командне училище; Військова академія ім. М. В. Фрунзе (1982); Військова академія Генштабу ЗС СРСР (1989).
З 1970 — командир взводу, командир роти курсантів, Ленінградське вище загальновійськове училище.
З 1976 — командир мотострілецького батальйону, заступник командира мотострілецького полку, Ленінградського воєнного округу.
З 1982 — командир мотострілецького полку.
З 1985 — начальник штабу — заступник командира дивізії, Південна група військ.
З 1989 — командир дивізії Прикарпатського воєнного округу.
04.1992 — 1993 — заступник міністра оборони України з тилу — начальник тилу ЗС України.
07.1993 — 05.1997 — начальник Штабу — заступник начальника Цивільної оборони України.
З 05.1997 — заступник міністра з питань надзвичайних ситуацій та у справах захисту населення від наслідків Чорнобильської катастрофи.
03.2001 — звільнений у запас.
Науковець Національної академії наук України в Інституті проблем математичних машин та систем.

## Нагороди та відзнаки
- Орден «За службу Батьківщині в ЗС СРСР» III ст. (1991).
- Орден «За заслуги» III ст. (08.1998).
- Відзнака МНС України «За відвагу в надзвичайній ситуації» (1999).